# Operation Viking Hammer
Operation Viking Hammer war eine militärische Operation im Irakkrieg, die 2003 im Grenzgebiet zwischen Kurdistan und dem Irak stattgefunden hat. Ziel dieser Operation war es, die radikale Terrororganisation Ansar al-Islam zu zerschlagen, die Teile des Nordirak besetzt hatte.

## Hintergrund
Ansar al-Islam war eine islamistische Terrororganisation, die im Dezember 2001 erstmals im Nordirak in Erscheinung trat. Die Gruppierung bestand aus kurdisch-islamistischen Rebellen und arabischen Afghanistanveteranen. Zwischen 2001 und 2003 kämpften diese gegen kurdische Einheiten im Nordirak und errichteten um die Stadt Halabdscha eine Besatzungszone. Der amerikanische Geheimdienst CIA verdächtigte Ansar al-Islam zudem des Baus chemischer Kampfstoffe.
Nachdem die Türkei die Nutzung ihres Hoheitsgebiets als Aufmarschregion für eine Invasion der US-geführten Koalitionstruppen in den Nordirak verweigert hatte, musste eine eigens zusammengestellte „Task Force“ Kurdistan und den Nordirak aus der Luft erreichen. Dafür wurden USASFC und die 173. Airborne Brigade mit Flugzeugen und im Fallschirmsprungeinsatz in die Region verbracht, um sich dort mit kurdischen Peshmerga-Einheiten zu vereinigen. Dazu musste zunächst die von Ansar al-Islam besetzte Halabdscha-Region erobert werden. Before beginning the attack south, Coalition forces first needed to destroy Ansar al-Islam's enclave in order to secure the Kurdish rear areas and free Kurdish forces to take part in the advance southwards.

## Verlauf der Gefechtshandlungen
Ansar-al-Islam-Kämpfer hatten vorab taktisch günstige Bergstellungen in der Region bezogen, um die eigenen Kräfte besser führen und koordinieren zu können. Dies führte jedoch dazu, dass diese Positionen bei Luftangriffen verwundbarer und schlechter zu verteidigen waren. Am 21. März begannen die Amerikaner daher damit, diese Stellungen mit gezielten Luftschlägen und unter dem Einsatz von Marschflugkörpern anzugreifen. Da die Einheiten der Task Force Viking noch nicht vollständig in der Region waren, konnte der ursprüngliche Plan, den Angriff mit Bodentruppen weiter fortzusetzen, nicht umgesetzt werden.
Am Vorabend der Operation ergab sich die Islamische Gemeinschaft in Kurdistan, eine mit Ansar al-Islam verbündeten Gruppierung, nach den massiven Luftangriffe des 21. März, nachdem über einhundert Kämpfer gefallen waren.
Erst ab dem 28. März 2003 begannen Einheiten der kurdischen Alliierten mit Unterstützung von Teams (ODA) der US Army Special Forces die Gebiete der Ansar al-Islam anzugreifen. Am Morgen des 28. März griffen kurdische Einheiten von Süden aus an und stießen auf massive Gegenwehr. Unter Einsatz von Luftnahunterstützung gelang es den Alliierten, Kämpfer der Ansar al-Islam aus ihren Verteidigungsstellungen zu treiben und in der Stadt Gulp gefangen zu nehmen. Weitere große Teile der Ansar al-Islam flohen in die Stadt Sargat.
Bei dem Versuch, weiter auf die Stadt Sargat vorzurücken, stießen Kurden und Amerikaner auf heftige Gegenwehr und konnten die Kämpfer der Ansar al-Islam nur durch den Einsatz von Artillerie und Scharfschützen aus der Stadt treiben. Am Abend des 28. März kam es in den umliegenden Bergen der Stadt Sargat zu Gefechten, nachdem Teile der Task Force Viking die ausweichenden Gegner verfolgt hatten. Die Amerikaner setzten erneut Luftnahunterstützung ein, um die Stellungen der islamistischen Kämpfer zu zerstören.
Am 29. März setzte die Task Force Viking mit ihren kurdischen Verbündeten die Verfolgung der verbliebenen Ansar al-Islam-Kämpfer weiter in Richtung der iranischen Grenze fort. Diese flohen entweder in den Iran oder wurden von kurdischen Einheiten gefangen genommen.

## Ergebnis der Operation
Operation Viking Hammer hat die Gruppe Ansar al-Islam im Nordirak zerschlagen und schaffte dadurch die Voraussetzung dafür, dass kurdische Einheiten den Kampf gegen die irakischen Truppen zusammen mit der US-geführten Koalition bei der Invasion des Irak unterstützen konnten.
Drei Kommandosoldaten der U.S. Army Special Forces wurden für ihren Einsatz bei den Gefechten um Sargat mit dem Silver Star ausgezeichnet.
Ansar al-Islam gruppierte sich später neu und beteiligte sich am Aufstand gegen die ausländischen Besatzungstruppen im Irak.